# Svazek obcí mikroregionu Táborsko
Svazek obcí mikroregionu Táborsko je dobrovolný svazek obcí v okresu Tábor, jeho sídlem je Tábor a jeho cílem je předkládat organizaci kraje a dalším dotčeným institucím iniciativní návrhy zohledňující požadavky obcí, hájit a prosazovat společné zájmy a práva obcí Táborska v rámci členství ČR v EU, zajišťovat přípravu a realizaci rozvoje mikroregionu Táborska v souladu s regionální politikou ČR a za tímto účelem zejména připravovat projekty rozvoje územního obvodu členských obcí a zajišťovat realizaci těchto projektů, koordinovat politiku rozvoje mikroregionu a napomáhat její tvorbě, zajišťovat spolupráci s regionálními a národními organizacemi a institucemi, spolupracovat se zahraničními organizacemi obdobného zaměření a spoluvytvářet podmínky pro zahraniční aktivity členů Svazku, podílet se na vytváření podmínek ke vzdělávání členů zastupitelstev obcí, zaměstnanců obcí a zaměstnanců organizací zřizovaných obcemi, podporovat cestovní ruch včetně prezentace mikroregionu na veletrzích, propagovat a podporovat podnikání v mikroregionu, realizovat další činnosti uvedené v§ 50 odst. 1 obecního zřízení, v platném znění. Sdružuje celkem 14 obcí a byl založen v roce 2004.

## Obce sdružené v mikroregionu
- Dražice
- Tábor
- Sezimovo Ústí
- Planá nad Lužnicí
- Chýnov
- Drhovice
- Opařany
- Nasavrky
- Nová Ves u Chýnova
- Radenín
- Radimovice u Želče
- Svrabov
- Turovec
- Vlčeves